# Jean-Henri Riesener
Pour les articles homonymes, voir Riesener.
Jean-Henri Riesener est un ébéniste français d'origine allemande (né le 4 juillet 1734 à Gladbeck, en Westphalie, et mort à Paris le 6 janvier 1806).

## Biographie
Né en 1734 en Allemagne (Westphalie), il est le fils d'un huissier du tribunal de l'électeur de Cologne. Jean-Henri Riesener, comme de nombreux ébénistes de son temps, vient à Paris afin d'y accomplir sa future formation. Il arrive à Paris vers 1755 et entre dans l'atelier de Jean-François Oeben, lui-même immigré allemand. À la mort de celui-ci en 1763, il prit la direction de son atelier et épousa la veuve de son ancien maître, Françoise-Marguerite Vandercruse, sœur de l'ébéniste Roger Vandercruse, au grand désespoir d'un des autres élèves d'Oeben, son rival, Jean-François Leleu. Tant que Riesener n'eut pas sa propre maîtrise, il utilisa l'estampille de J.-F. Oeben : jusqu'en 1767, ses meubles portent le nom de son prédécesseur Jean-François Oeben.
Reçu maître en 1768, il fut nommé « ébéniste ordinaire du roi » en 1774 et devient le fournisseur officiel de la Couronne. Pendant les années 1769 à 1784,il fournit la cour et la famille royale — notamment la reine Marie-Antoinette —, en meubles fastueux de style néo-classique. Il est considéré comme l'un des meilleurs représentants du style transition et achève notamment en 1769 le célèbre secrétaire à cylindre de Louis XV, ou « bureau du Roi », commencé par Oeben neuf ans plus tôt,.
Riesener s'entoure d'une clientèle fabuleuse, il est l’ébéniste à la mode, le Tout-Paris veut acheter ses meubles, son succès dépasse largement  les frontières au point qu'il livre dans toutes les cours d'Europe ; bien que d'origine allemande, il représente l'art français et l'art du luxe à la française.
Mais les meubles de Riesener coûtent cher, et son principal client, la Couronne, ne peut plus honorer les factures. Fontanieu lui reproche ses prix excessifs. En 1783, le nouvel intendant général Marc-Antoine Thierry de Ville-d'Avray juge les prix de l'ébéniste beaucoup trop élevés, voire ridicules. L'atelier si prolifique et tellement en vue de Riesener va décroître rapidement au point même de se faire évincer du prestigieux Garde-meuble de la Couronne, au profit d'un autre ébéniste, allemand lui aussi, Guillaume Beneman. En 1789, la révolution éclate.
En octobre 1791, on procède à la vente des trésors de Versailles, on vide le mobilier, on organise des ventes gigantesques ; Riesener rachète une partie de ses meubles à des prix inférieurs à ceux auxquels la Couronne les lui avait achetés mais ne parvient pas à les revendre, une grande partie de sa clientèle ayant disparu, et la mode en la matière ayant évolué. Ce mobilier d'exception ne trouve plus d'acquéreurs.
Ses clients prestigieux ont fui la Terreur et se sont réfugiés en Angleterre. Riesener perd définitivement toutes commandes et il emploie ses compagnons ébénistes à la réalisation de crosses de fusils. Il ferme son atelier définitivement en 1801 et meurt en 1806, à 71 ans.
Son fils, Henri-François Riesener (1767-1828), peintre, fut un des élèves de David.

## La production de Riesener

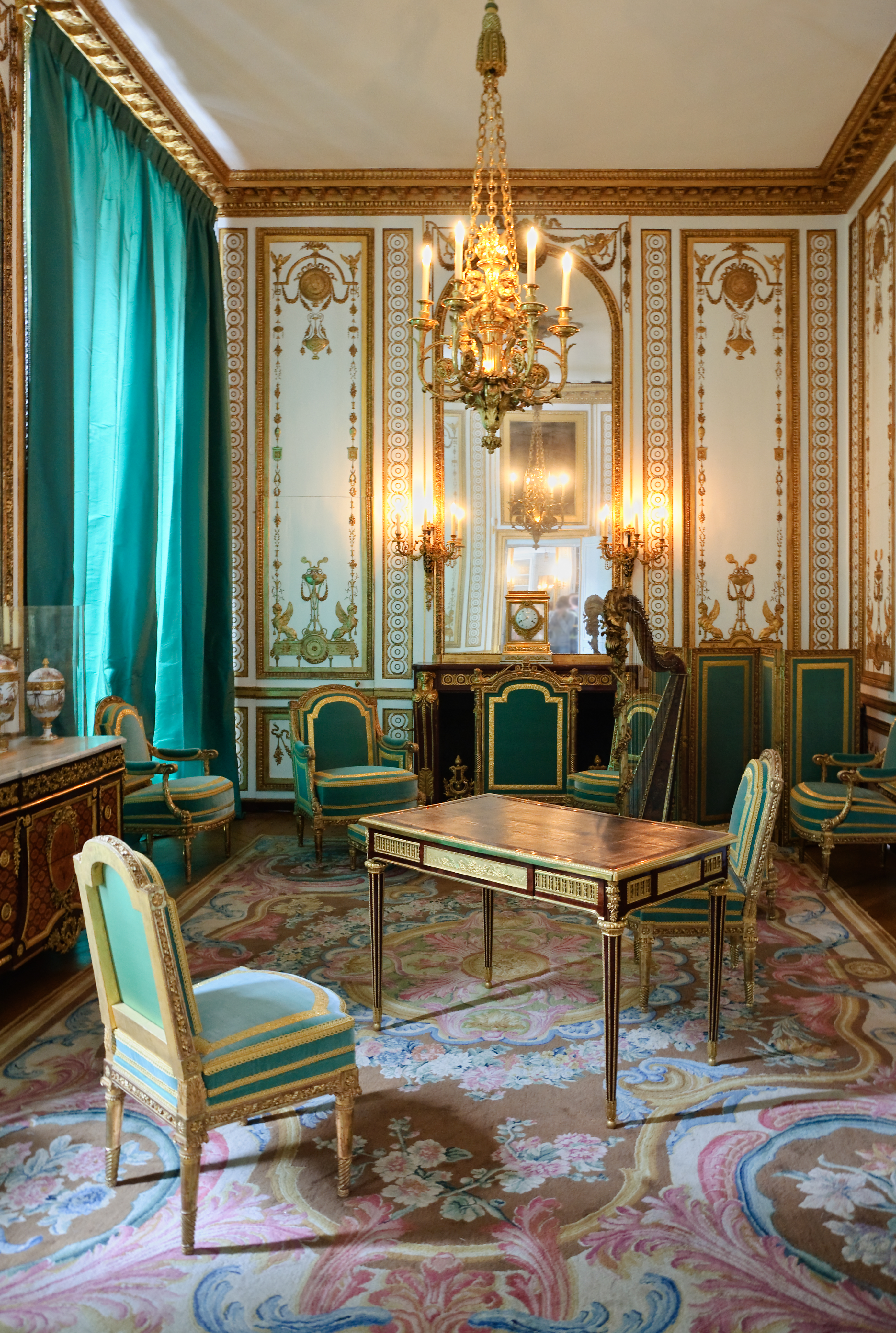
Bureau de Marie-Antoinette par Riesener (1783), cabinet doré du petit appartement de la reine au château de Versailles.

(août 2022).

### Une production raffinée
Parmi les particularités de son style, il convient de noter, outre la présence de riches décors de marqueterie perpétuant la tradition d'Oeben, l'utilisation de bronzes dorés d'une très grande finesse ; il est l'un des premiers à dissimuler systématiquement leurs fixations. Avec l'aide de Pierre-Élisabeth de Fontanieu, intendant du Garde-Meuble de la Couronne, Riesener est celui qui fit évoluer le style Louis XV vers le style Louis XVI.
Le dessin et le registre décoratif de Riesener sont parfaitement maîtrisés. Les proportions sont fortes et en même temps légères. Les ensembles d’acajou de couleur soutenue sont puissants, mais les formes et la variété des acajous lui donnent beaucoup d’élégance. Il a l’art et la manière de choisir les essences afin de créer des volumes. À l'exemple de sa commode destinée à la chambre du Roi et conservée au musée de Sèvres, sa production se caractérise : par un bâti soigné, monté en chêne, à l’image de la qualité voulue par l'ébéniste ; le dessus est lisse assemblé à queues d’aronde dans les côtés ; le dos est composé de deux grands panneaux embrevés dans un cadre, lui-même glissé en rainures dans les montants arrière ; les tiroirs eux aussi montés en chêne sur quartier, dit aussi chêne de Hongrie.
Une particularité de composition chez Riesener s'avère les demi-cadres soulignant le ressaut central. Cette composition et ses variantes se retrouvent sur presque toutes ses commodes. La maîtrise et l’art du maître se retrouvent également dans la réalisation des montants avec des pans coupés avant, présentant la double difficulté d'être en ressaut mais aussi incurvés. Autre spécificité de l’ébéniste : l’amorce des montants arrières.

### Les commodes Louis XVI de Riesener
Sur la commode Louis XVI, Riesener procède à une originalité qui va devenir sa marque de fabrique, il réalise un ressaut en façade qui se pose comme un tableau. Ce tableau décoratif peut se définir en élément d'architecture accompagné de moulures et d'un jeu du bois ou bien sur des commodes prestigieuses, il y appose des panneaux de laque ou des trophées en marqueteries, signature de son art.
Riesener réalise ses commodes comme de véritables œuvres d'art et afin d'alléger la ligne, l'ébéniste incurve les côtés, une véritable prouesse dans l'art de l'ébénisterie. Les bronzes de ses meubles sont absolument exceptionnels et la qualité d'exécution remarquable.

### Des modèles de bronzes caractéristiques
Le registre des bronzes chez Riesener est un univers complet. Héritée de son maître J.-F. Oeben, il dispose d’une forge pour le fer (serrures, compas, mécanismes secrets…) et d’un four pour la réalisation des bronzes. Les ciselures sont d’une grande finesse, proches de l’orfèvrerie. Riesener dessine et réalise ses modèles qui se distinguent de ceux de tous ses confrères. Autre particularité de la production de Riesener qui se distingue de l'ensemble de la production parisienne de cette époque, est l'emploi de ces bronzes qui se retrouvent sur plusieurs commodes de cette période (1774-1784) : les sabots en chausson en feuilles d’eau ou en feuilles d’acanthe et les grandes entrées de serrure composées de guirlandes ajourées — telle la commode commandée par Marie-Antoinette en date du 15 mai 1784.

## Le Riesener Project

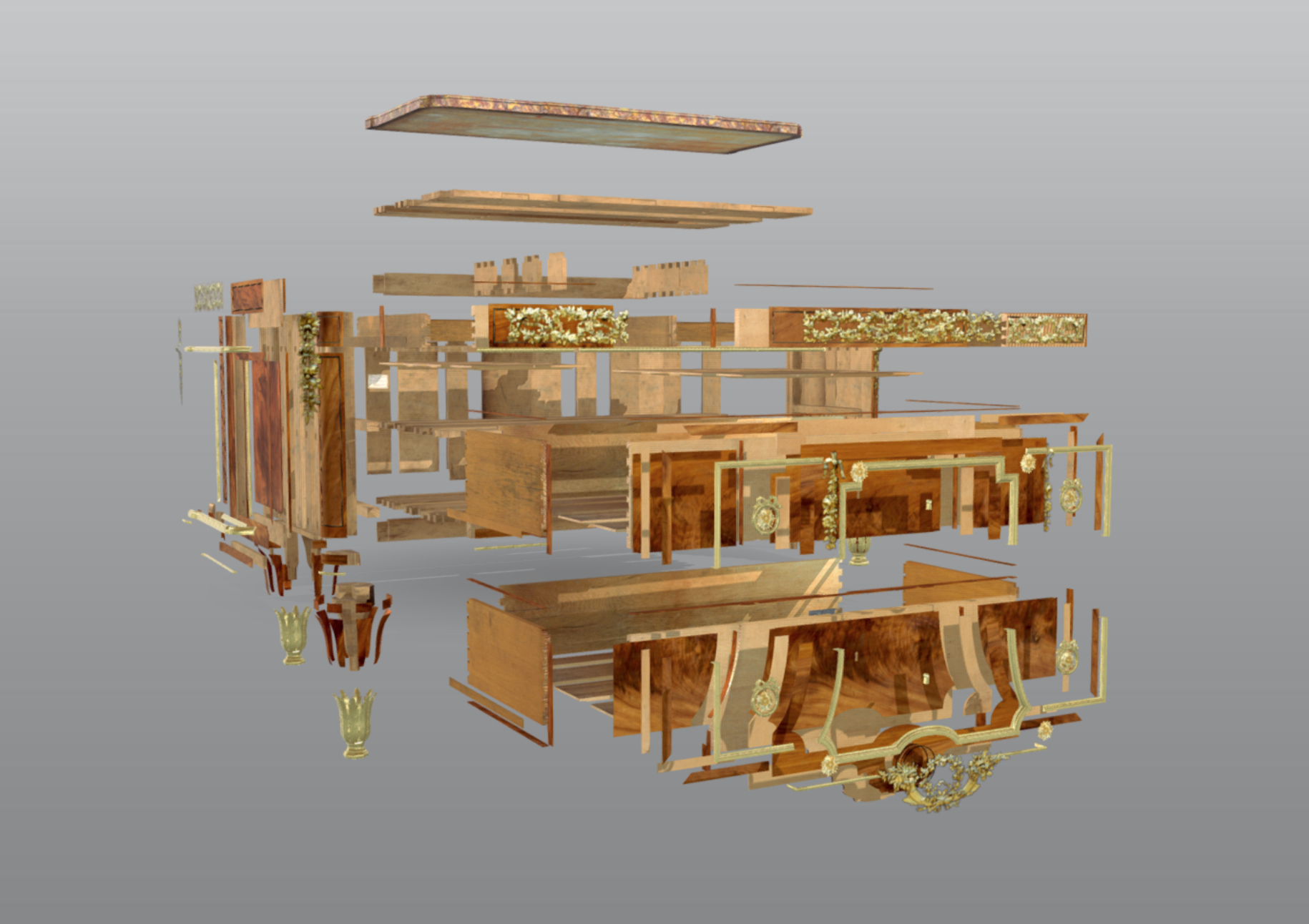
Jean-Henri Riesener, Commode, 1782. The Wallace Collection (F248)Reconstruction 3D par [https://www.explovision.co/realisations%3Ethewallacecollection ExploVision

Jean-Henri Riesener et ses meubles ont fait l'objet d'un projet de recherche de six ans mené par les restaurateurs et conservateurs de la Wallace Collection, du Waddesdon Manor et de la Royal Collection. Un examen attentif des trente pièces de mobilier Riesener dans les trois collections, ainsi que des recherches sur l'histoire de l'art et les archives, ont révélé beaucoup de choses auparavant inconnues sur les matériaux et les techniques utilisés par l'ébéniste, ainsi que sur ses pratiques d'atelier. Le projet a également exploré le développement du marché des meubles de Riesener au XIXe siècle et l'influence que ses conceptions et ses techniques d'ébénisterie ont eue sur les fabricants de meubles ultérieurs.

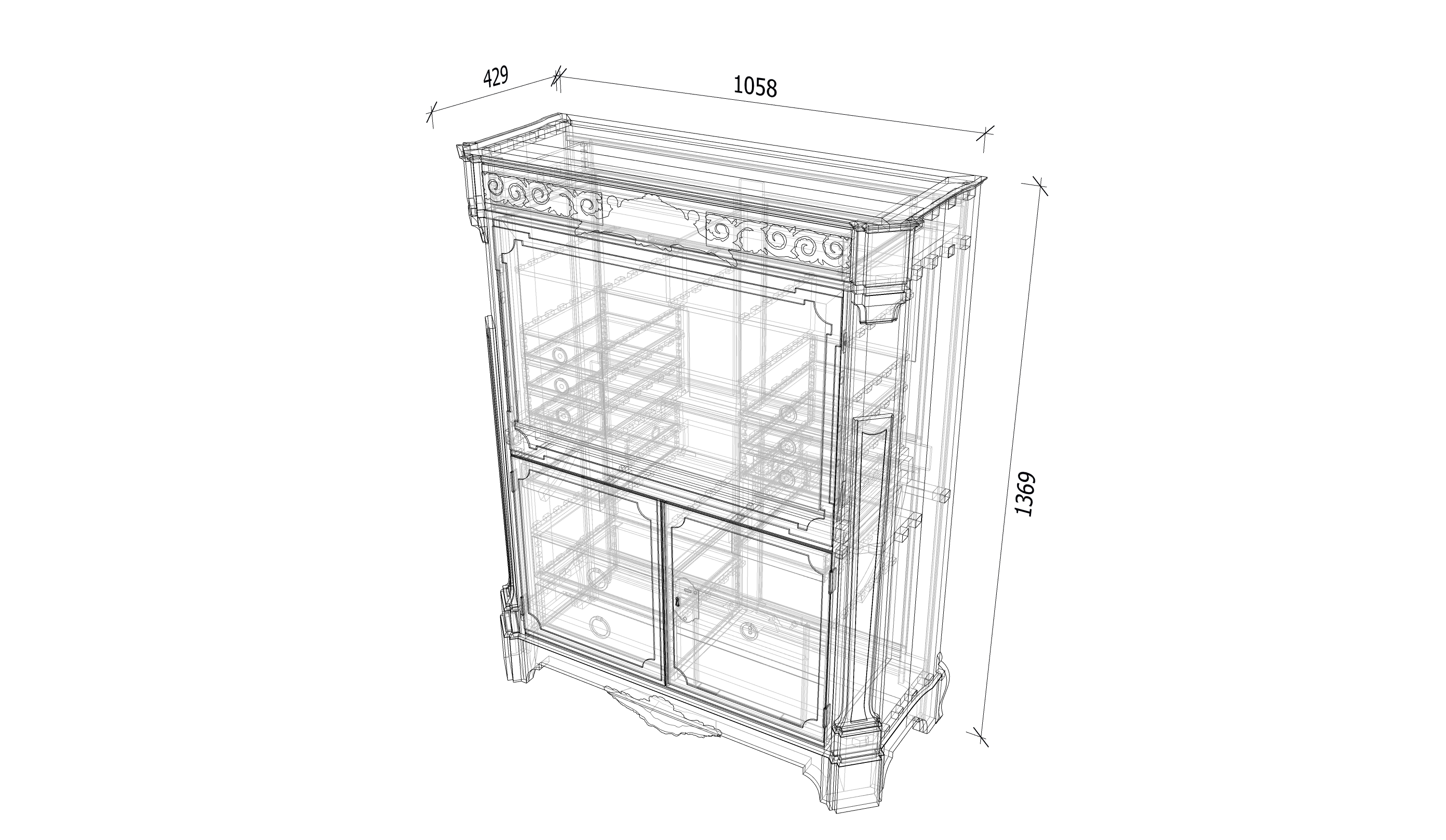
Dessin isométrique d'un secrétaire à abattant de la Wallace Collection.

Les résultats du projet ont conduit à la publication de la première grande monographie sur Riesener, tandis que l'examen technique détaillé des matériaux, de la structure et de l'état des objets, ainsi que l'analyse scientifique, ont permis de créer des modèles 3D interactifs. Les modèles révèlent la grande complexité de la fabrication de tels meubles, ainsi que l'ingéniosité de Riesener en tant qu'artisan. Ils peuvent être explorés à travers un microsite complet et un parcours dédié à Riesener, ainsi que des entrées de catalogue, des essais, des vidéos et des dessins isométriques.

## Œuvres exposées
- Autriche
  - Vienne, Osterreichisches Museum.

- États-Unis d'Amérique
  - Boston, musée des beaux-arts de Boston, collection Forsyth Wickes.
  - Cleveland, Cleveland Museum of Art.
  - Chicago, Art Institute.
  - Détroit, Détroit Institute of Arts.
  - Malibu, Getty Museum.
  - New York, collection Frick.
  - New York, Metropolitan Museum of Art.
  - Philadelphie, Philadelphia Museum of Art.
  - San Marino, collection Huntington.
  - Saint Louis, Saint Louis Art Museum.
  - Washington, Hillwood Museum.
  - Washington, National Gallery of Art.

- France
  - Bernay, Musée des beaux-arts de Bernay.
  - Compiègne, château.
  - Chantilly, musée Condé, commode de la chambre de Louis XVI, destinée à Versailles.
  - Fontainebleau, château.
  - Lyon, musée des Arts décoratifs.
  - Paris, Archives nationales.
  - Paris, musée des arts décoratifs.
  - Paris, musée Carnavalet.
  - Paris, musée du Louvre.
  - Paris, musée Nissim-de-Camondo.
  - Sèvres, musée national de Céramique.
  - Saint-Jean-Cap-Ferrat, villa Ephrussi.
  - Versailles, au musée national du château et des Trianons se trouve la plus belle collection de meubles de J.-H. Riesener. Il faut y voir la célèbre « table des Muses » (une partie à Trianon).

Outre ces meubles exposés dans des musées, d'autres créations d’ébénisterie se trouvent au sein du Mobilier national dans différents lieux dont le Palais de l'Élysée : les présidents Valéry Giscard d'Estaing puis Emmanuel Macron ont retenu un bureau de Jean-Henri Riesener. Sur ce même bureau, un de leurs prédécesseurs, Raymond Poincaré, aurait signé le décret de dévaluation du franc en juin 1926.
- Pays-Bas
  - Amsterdam, Rijksmuseum.

- Portugal
  - Lisbonne, collection Galouste Gulbenkian.

- Royaume-Uni
  - Aylesbury, Waddesdon Manor.
  - Londres, Buckingham Palace.
  - Londres, collection Wallace.
  - Londres, Victoria and Albert Museum, collection Jones.

- Russie
  - Saint-Pétersbourg, palais Pavlovsk.